# Willi-Daume-Platz
Der Willi-Daume-Platz ist ein Platz im Olympiapark der Stadt München im Stadtbezirk Milbertshofen-Am Hart (Am Riesenfeld). Er wurde mit Beschluss vom 1. Juni 1998 nach dem Unternehmer, Sportler und Sportfunktionär Willi Daume (1913–1996) benannt.

## Beschreibung
Der Willi-Daume-Platz liegt direkt am Ufer des Olympiasees und ist neben dem benachbarten Coubertinplatz im Westen der zweitgrößte Platz im Park.
Heute steht er unter der Aktennummer E-1-62-000-70 denkmalrechtlich mit unter Ensembleschutz. Der Platz ist asphaltiert und mit Bäumen bepflanzt.
An ihm liegt das Olympia-Eissportzentrum und das Sea Life München, 50 Meter westlich der Olympiaturm. Auf ihm befindet sich auch der Munich Olympic Walk of Stars (MOWOS). Dort sind – nach Vorbild des Hollywood Walk of Fame – auf 800 m Länge rund 70 Betonplatten mit Handabdrücken berühmter Persönlichkeiten eingelassen.

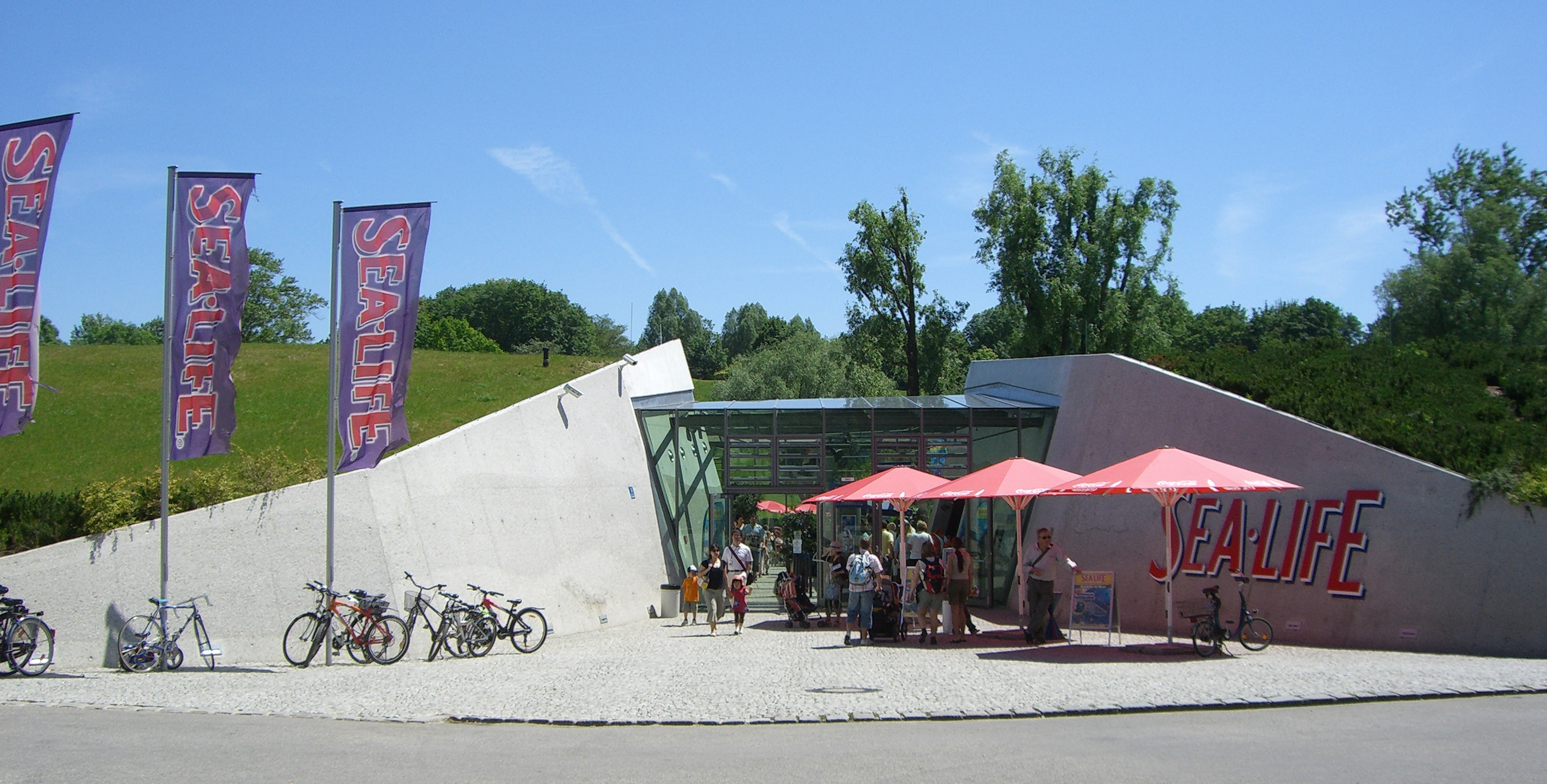
Sea Life am Willi-Daume-Platz
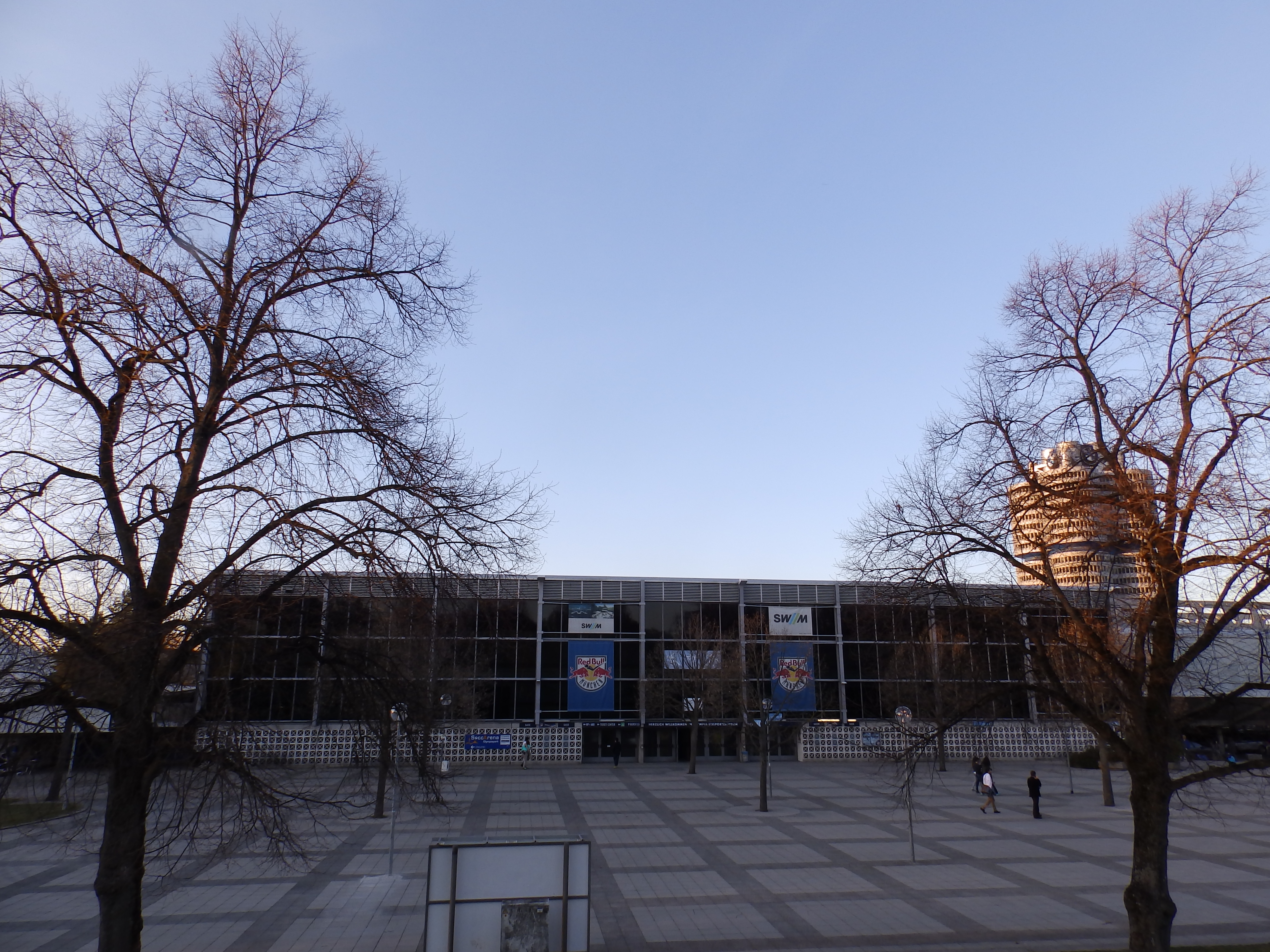
Olympia-Eissportzentrum am Willi-Daume-Platz
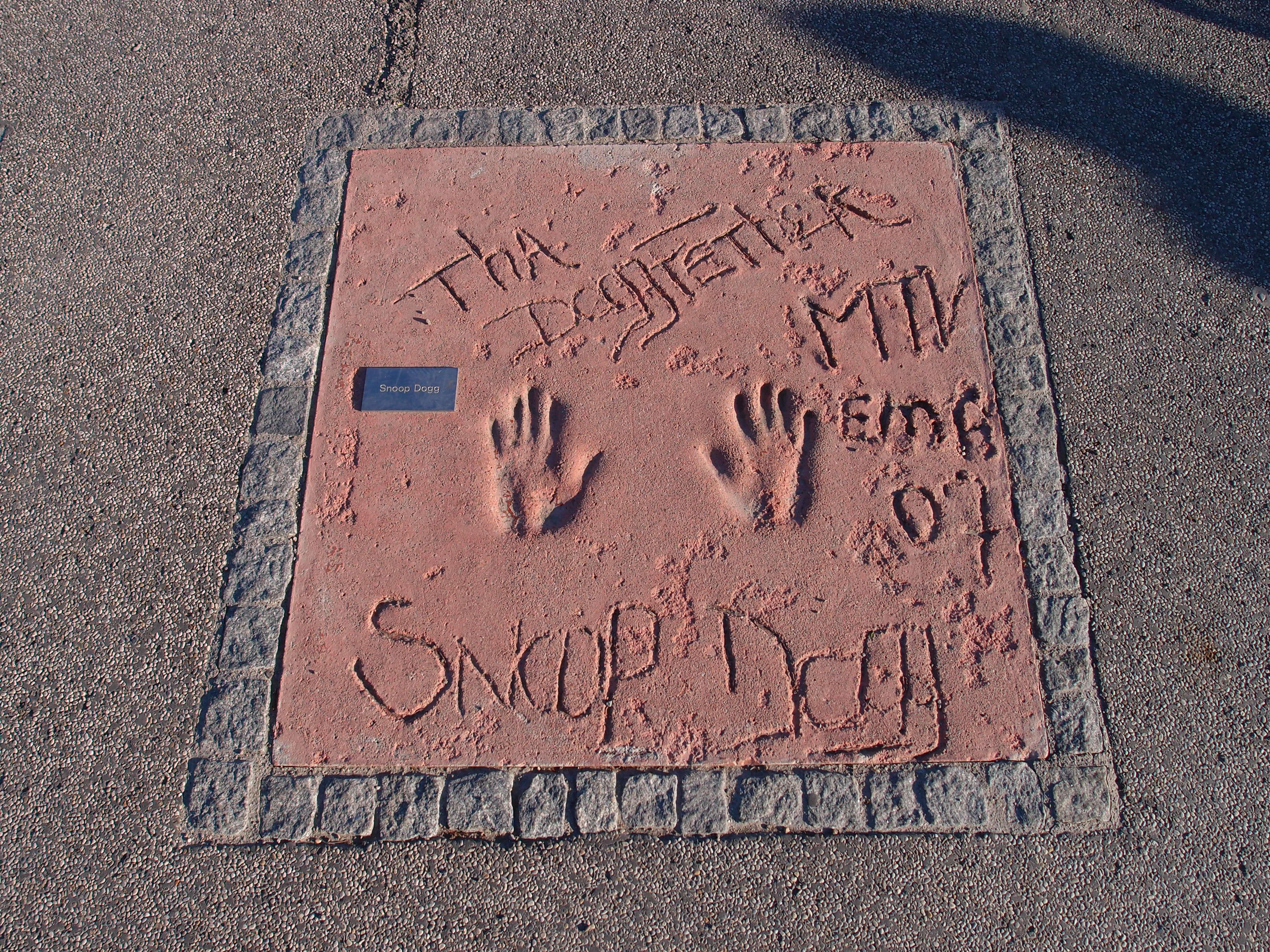
Munich Olympic Walk of Stars: Snoop Dogg